# Андреевка (Курманаевский район)
Андреевка — село в Курманаевском районе Оренбургской области. Административный центр Андреевского сельсовета.

## География
Расположено на левом берегу реки Бузулук в 22 км к юго-юго-западу от Курманаевки, в 55 км от города Бузулук, в 225 км к северо-западу от Оренбурга.
Вблизи западных окраин посёлка протекает река Грачёвка, за которой проходят автодорога Бузулук — Уральск и железная дорога Пугачёв — Красногвардеец (ближайшая станция Кретовка находится в 4,5 км к северо-западу от села). Имеется местная автодорога вдоль реки Бузулук к сёлам Ефимовка, Богдановка.

## История
В 1928—1959 годах Андреевка — центр Андреевского района.

## Население
| 2010 |
| ---- |
| 1054 |